# لاودرفانگ
لاودرفانگ (به فرانسوی: Laudrefang) یک کمون در فرانسه است که در Canton of Faulquemont واقع شده‌است.

## خصوصیات
لاودرفانگ ۴٫۷ کیلومترمربع مساحت و ۳۸۷ نفر جمعیت دارد و ۳۰۰ متر بالاتر از سطح دریا واقع شده‌است.